# ناثان تشان
ناثان تشان (بالإنجليزية: Nathan Chan)‏ هو عازف تشيلو أمريكي، ولد في 22 أكتوبر 1993 في سان ماتيو في الولايات المتحدة.